# Karpin (powiat policki)
Karpin (do 1945 niem. Karpin) – osada w Polsce położona w województwie zachodniopomorskim, w powiecie polickim, w gminie Police, ok. 13 km na północny zachód od centrum Polic. Miejscowość usytuowana jest na Równinie Polickiej wśród lasów Puszczy Wkrzańskiej.

## Historia

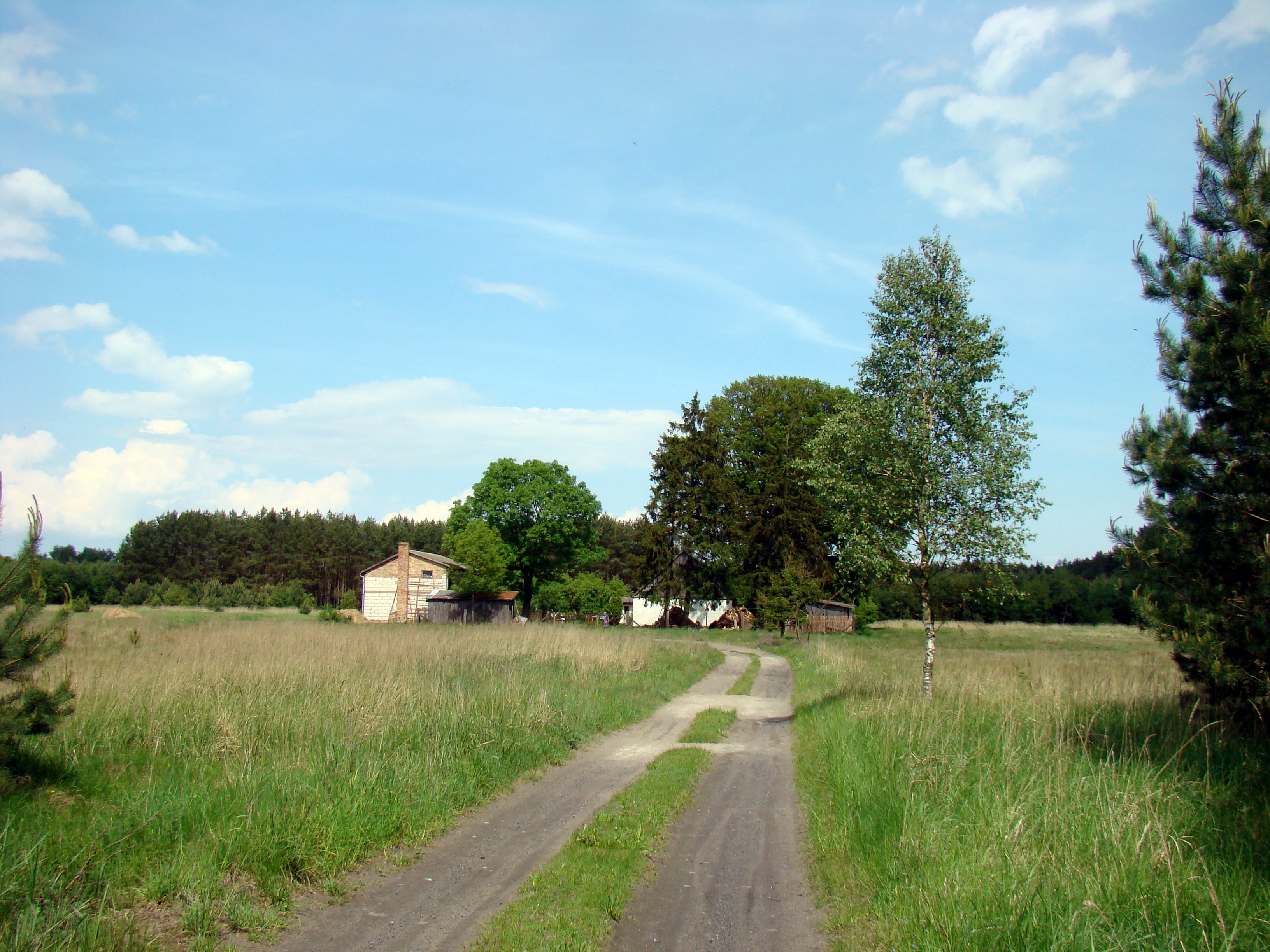
Karpin, część zabudowań

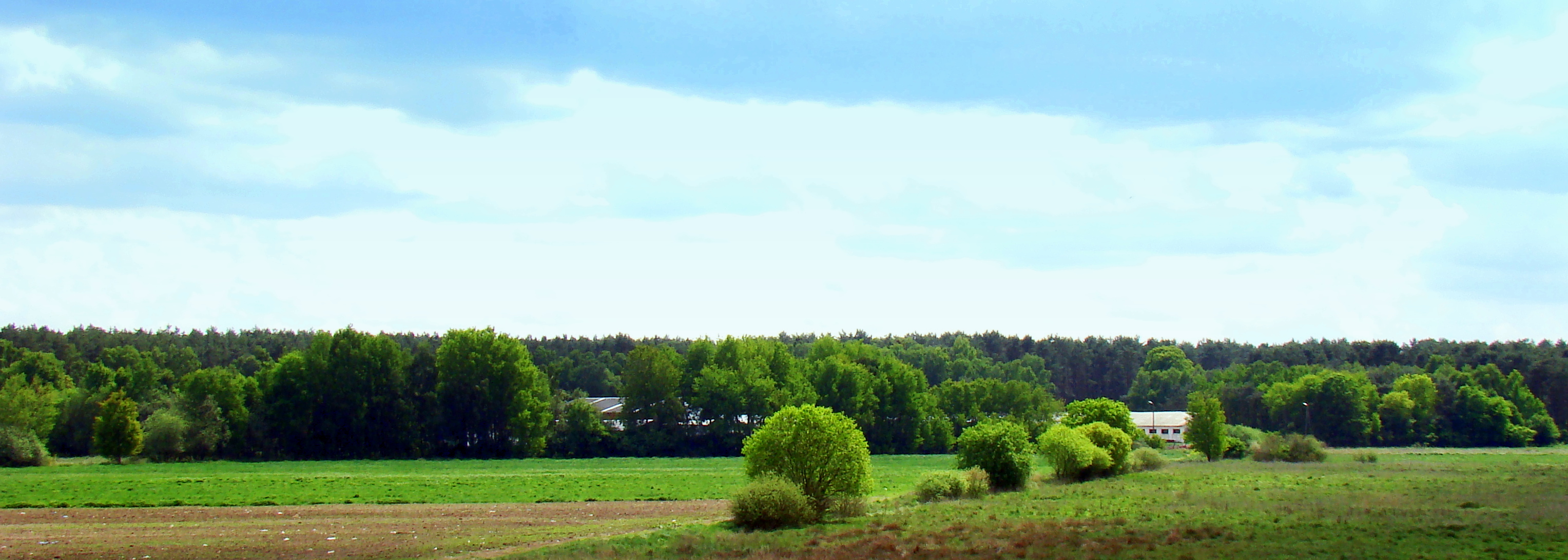
Karpin, budynki inwentarske

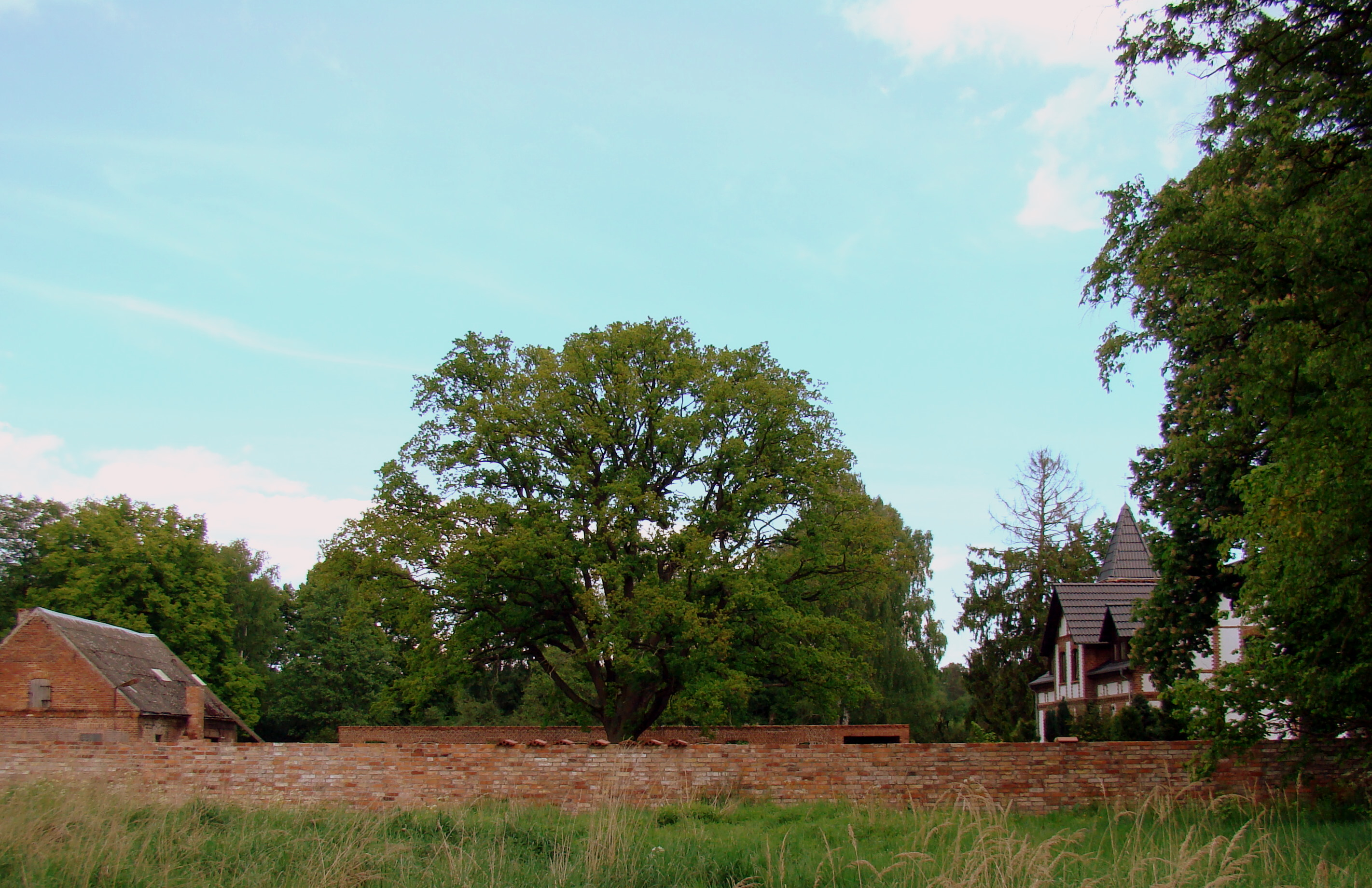
Karpin, tzw. budynek dworski

Początki osady sięgają XVIII w. Była tu kolonia osadnicza rolników założona przez radcę wojennego Fryderyka Matthiasa. W wiekach późniejszych wielokrotnie sprzedawana. W poł. XIX w. obszar wsi zdrenowano. Ówcześni osadnicy zaczęli uprawiać zboża, pasze, rośliny oleiste, wydobywano torf, zajmowano się także tkactwem oraz hodowlą bydła i owiec. Wieś zaczęła się zaludniać nowymi kolonistami.
W czasie II wojny światowej wieś nie zniszczona, 27 kwietnia 1945 r. do opustoszałej wsi wkroczyły wojska radzieckie (2 Front Białoruski – 2 Armia Uderzeniowa) a administracja polska przejęła ją 4 października 1945 r. W drugiej połowie XX w. mieszkały tu przeważnie rodziny rolników oraz leśników. W latach 70. XX w. wzniesiono budynki inwentarskie (bukaciarnie) lecz hodowli bydła nie rozwinięto, później założono tam hodowle przynęt wędkarskich. Na przełomie lat 80 i 90. XX w. część domostw Karpina opustoszała, a z czasem popadła w ruinę. Obecnie osada samotnicza, zachowały się trzy gospodarstwa, jednak część budynków jest dzierżawiona (m.in. przez Koło Łowieckie Kania, Koło PTTK Laborale). W jednej z zagród zachował się budynek dworski (obecnie odnowiony) wraz z pobliską aleją dębów i lip o założeniu parkowym.
Przynależność polityczno-administracyjna:
- 1815–1866: Związek Niemiecki, Królestwo Prus, prowincja Pomorze, rejencja szczecińska, powiat Randow (1815–1826), powiat Ueckermünde
- 1866–1871: Związek Północnoniemiecki, Królestwo Prus, prowincja Pomorze, rejencja szczecińska, powiat Ueckermünde
- 1871–1918: Cesarstwo Niemieckie, Królestwo Prus, prowincja Pomorze, rejencja szczecińska, powiat Ueckermünde
- 1919–1933: Rzesza Niemiecka (Republika Weimarska), kraj związkowy Prusy, prowincja Pomorze, rejencja szczecińska, powiat Ueckermünde
- 1933–1945: III Rzesza, prowincja Pomorze, rejencja szczecińska, powiat Ueckermünde
- 1946–1950: Rzeczpospolita Polska (Polska Ludowa), województwo szczecińskie, powiat szczeciński;
- 1950–1957: Polska Rzeczpospolita Ludowa (Polska Ludowa), województwo szczecińskie, powiat szczeciński;
- 1957–1975: Polska Rzeczpospolita Ludowa, województwo szczecińskie, powiat szczeciński;
- 1975–1989: Polska Rzeczpospolita Ludowa, województwo szczecińskie, gmina Police;
- 1989–1998: Rzeczpospolita Polska, województwo szczecińskie, gmina Police;
- 1999–teraz: Rzeczpospolita Polska, województwo zachodniopomorskie, powiat policki, gmina Police[3].

## Demografia
Ogólna liczba mieszkańców:
- 1773 – 57 mieszk.
- 1939 – 112 mieszk.
- 1972 – 20 mieszk.
- 1998 – 5 mieszk.
- 2000 – 4 mieszk.

## Ciekawostka
W trakcie II wojny światowej na pobliskich łąkach k. Karpina zbudowano dużą instalację elektryczną. Zapalano ją w czasie nalotów lotniczych, miała imitować światła miast Polic oraz Szczecina i ściągać na siebie naloty.

## Turystyka
- Przez osadę prowadzi  Szlak Ornitologów[4].